# Nagy Endre (százados)
Vitéz Nagy Endre (Jászladány, 1890. – ?) az első világháború idején a közös hadsereg századosa, költő, a Magánalkalmazottak Biztosító Intézete osztályvezetője.
Lehulló karja hideg vashoz ért most!

A földön ott hevert egy kézigránát!

Egy gondolat... egy végső mozdulat még...

S már dördülés sikolt az éjszakán át!...

Halomba hullnak... és ez elhullásban

Egy támadó arcába vágta öklét!...

Kilenc oroszra s egy magyar bakára

Egy pillanatban borult az öröklét!

## Élete
Az első világháború kitörésekor önkéntesként került a szerb frontra, a 38. honvéd gyalogezred kötelékében. A harcok során augusztus 16-án súlyos sebesülést szerzett, ám miután felépült, a következő év januárjától újra harcolt az antant csapatai ellen a Kárpátokban. Bátorságáért megkapta az I. osztályú ezüst vitézségi érmet. Miután a központi hatalmak áttörték a frontot Gorlicénél, az előrenyomulás során a Medenice-i harcokban tanúsított magatartásáért az arany vitézségi érmet, illetve soron kívül hadnagyi előléptetést is nyert. A Horuckonál folytatott harcok során kapott sebesülése miatt ismét kórházba került, 1916 tavaszán tért vissza a frontra. Először a vadászszázad, majd a rohamszázadot irányította. 1917-ben rohamkiképző lett. 1929-ben lett a Vitézi rend tagja. Segédkezett Doromby Józsefnek A volt cs. és kir. 38-as gyalogezred Története és Emlékkönyve c. mű elkészítésében, a könyvben több verse is, így például A két halott, illetve Az őrszem megjelent.